# Incendie du 11 mars 2021 au Caire
L'incendie du 11 mars 2021 au Caire est un incendie survenu le 11 mars 2021 dans une usine de vêtements au Caire, en Égypte. L'incendie a fait au moins 20 morts et 24 blessés,,. Quinze camions de pompiers ont été envoyés pour éteindre l'incendie. L'incendie fait l'objet d'une enquête, sa cause n'est pas encore connue.